# Bas Drijver
Bas Drijver (ur. 2 kwietnia 1980 w Bergen op Zoom) – holenderski brydżysta, World Grand Master w kategorii Open (WBF), European Grand Master i European Champion w kategorii Open (EBL).
Jest profesjonalnym brydżystą. Jego partnerem brydżowym jest Sjoert Brink.

## Wyniki brydżowe

### Olimpiady
Na olimpiadach uzyskał następujące rezultaty:
| Olimpiady brydżowe. Zawody teamów | Olimpiady brydżowe. Zawody teamów | Olimpiady brydżowe. Zawody teamów    | Olimpiady brydżowe. Zawody teamów | Olimpiady brydżowe. Zawody teamów | Olimpiady brydżowe. Zawody teamów |
| Rok                               | Miejsce                           | Zawody                               | Kategoria                         | Drużyna                           | Pozycja                           |
| --------------------------------- | --------------------------------- | ------------------------------------ | --------------------------------- | --------------------------------- | --------------------------------- |
| 2012                              | Lille                             | 2. Olimpiada Sportów Umysłowych      | Open                              | Netherlands                       | 5                                 |
| 2004                              | Stambuł                           | 12. Olimpiada Teamów                 | Open                              | Netherlands                       | 2                                 |
| 2002                              | Salt Lake City                    | 4. Mistrzostwa o Wielką Nagrodę MKOL | Juniorzy                          | North Europe                      | 1                                 |

### Zawody światowe
W światowych zawodach zdobył następujące lokaty:
| Mistrzostwa Świata. Konkurencja teamów | Mistrzostwa Świata. Konkurencja teamów | Mistrzostwa Świata. Konkurencja teamów     | Mistrzostwa Świata. Konkurencja teamów | Mistrzostwa Świata. Konkurencja teamów | Mistrzostwa Świata. Konkurencja teamów |
| Rok                                    | Miejsce                                | Zawody                                     | Kategoria                              | Drużyna                                | Pozycja                                |
| -------------------------------------- | -------------------------------------- | ------------------------------------------ | -------------------------------------- | -------------------------------------- | -------------------------------------- |
| 2014                                   | Sanya                                  | 14. Seria Mistrzostw Świata                | Open                                   | Diamond                                | 3                                      |
| 2013                                   | Nusa Dua                               | 41. Mistrzostwa Świata Teamów              | Open                                   | Netherlands                            | 5                                      |
| 2011                                   | Pekin                                  | SportAccord World Mind Games               | Mężczyźni                              | Netherlands                            | 1                                      |
| 2011                                   | Veldhoven                              | 40. Mistrzostwa Świata Teamów              | Open                                   | Netherlands                            | 1                                      |
| 2010                                   | Filadelfia                             | 13. Seria Mistrzostw Świata                | Open                                   | O’Rourke                               | 9                                      |
| 2010                                   | Filadelfia                             | 13. Seria Mistrzostw Świata                | Miksty                                 | O’Rourke                               | 6                                      |
| 2009                                   | São Paulo                              | 39. Mistrzostwa Świata Teamów              | Seniorzy                               | Netherlands                            | 5                                      |
| 2007                                   | Szanghaj                               | 38. Mistrzostwa Świata Teamów              | Open                                   | Netherlands                            | 3                                      |
| 2006                                   | Werona                                 | 12. Mistrzostwa Świata                     | Open                                   | Orange                                 | 17                                     |
| 2005                                   | Estoril                                | 37. Mistrzostwa Świata Teamów              | Trans                                  | Orange 2                               | 10                                     |
| 2002                                   | Brugia                                 | 1(B). Akademickie Mistrzostwa Świata Temów | Open                                   | Netherlands                            | 3                                      |
| 2001                                   | Mangaratiba                            | 8. Młodzieżowe Mistrzostwa Świata Teamów   | Juniorzy                               | Netherlands                            | 7                                      |
| 2000                                   | Maastricht                             | 1. Akademickie Mistrzostwa Świata Temów    | Open                                   | Netherlands                            | 4                                      |

| Mistrzostwa Świata. Konkurencja par | Mistrzostwa Świata. Konkurencja par | Mistrzostwa Świata. Konkurencja par   | Mistrzostwa Świata. Konkurencja par | Mistrzostwa Świata. Konkurencja par | Mistrzostwa Świata. Konkurencja par |
| Rok                                 | Miejsce                             | Zawody                                | Kategoria                           | Partner                             | Pozycja                             |
| ----------------------------------- | ----------------------------------- | ------------------------------------- | ----------------------------------- | ----------------------------------- | ----------------------------------- |
| 2011                                | Pekin                               | SportAccord World Mind Games          | Mężczyźni                           | Sjoert Brink                        | 6                                   |
| 2006                                | Werona                              | 12. Mistrzostwa Świata                | Open IMP                            | Sjoert Brink                        | 73                                  |
| 2006                                | Werona                              | 12. Mistrzostwa Świata                | Open                                | Sjoert Brink                        | 175                                 |
| 2003                                | Tata                                | 5. Młodzieżowe Mistrzostwa Świata Par | Juniorzy                            | Bob Drijver                         | 3                                   |
| 2001                                | Stargard                            | 4. Mistrzostwa Świata Par Juniorów    | Juniorzy                            | Sjoert Brink                        | 2                                   |
| 1999                                | Nymburk                             | 3. Mistrzostwa Świata Par Juniorów    | Juniorzy                            | Simon de Wijs                       | 11                                  |

| Mistrzostwa Świata. Konkurencja indywidualna | Mistrzostwa Świata. Konkurencja indywidualna | Mistrzostwa Świata. Konkurencja indywidualna | Mistrzostwa Świata. Konkurencja indywidualna | Mistrzostwa Świata. Konkurencja indywidualna | Mistrzostwa Świata. Konkurencja indywidualna |
| Rok                                          | Miejsce                                      | Zawody                                       | Kategoria                                    | Pozycja                                      |                                              |
| -------------------------------------------- | -------------------------------------------- | -------------------------------------------- | -------------------------------------------- | -------------------------------------------- | -------------------------------------------- |
| 2011                                         | Pekin                                        | SportAccord World Mind Games                 | Mężczyźni                                    | 21                                           |                                              |

### Zawody europejskie
W europejskich zawodach zdobył następujące lokaty:
| Zawody europejskie. Konkurencja teamów | Zawody europejskie. Konkurencja teamów | Zawody europejskie. Konkurencja teamów    | Zawody europejskie. Konkurencja teamów | Zawody europejskie. Konkurencja teamów | Zawody europejskie. Konkurencja teamów |
| Rok                                    | Miejsce                                | Zawody                                    | Kategoria                              | Drużyna                                | Pozycja                                |
| -------------------------------------- | -------------------------------------- | ----------------------------------------- | -------------------------------------- | -------------------------------------- | -------------------------------------- |
| 2013                                   | Ostenda                                | 6. Otwarte Mistrzostwa Europy             | Open                                   | Vitas                                  | 9                                      |
| 2012                                   | Ejlat                                  | 11. Puchar Europy                         | Open                                   | BCR – Russia                           | 4                                      |
| 2012                                   | Dublin                                 | 51. Mistrzostwa Europy Teamów             | Open                                   | Netherlands                            | 2                                      |
| 2011                                   | Bad Honnef                             | 10. Puchar Europy                         | Open                                   | Onstein – Netherlands                  | 2                                      |
| 2010                                   | Izmir                                  | 9. Puchar Europy Teamów                   | Open                                   | Onstein – Netherlands                  | 1                                      |
| 2010                                   | Ostenda                                | 50. Mistrzostwa Europy Teamów             | Open                                   | Netherlands                            | 6                                      |
| 2009                                   | San Remo                               | 4. Otwarte Mistrzostwa Europy             | Open                                   | Netherlands White                      | 1                                      |
| 2008                                   | Pau                                    | 49. Mistrzostwa Europy Teamów             | Open                                   | Netherlands                            | 6                                      |
| 2007                                   | Antalya                                | 3. Otwarte Mistrzostwa Europy             | Open                                   | Orange 2                               | 3                                      |
| 2006                                   | Rzym                                   | 5. Puchar Europy                          | Open                                   | TLR – Netherlands                      | 2                                      |
| 2005                                   | Teneryfa                               | 2. Otwarte Mistrzostwa Europy             | Open                                   | Orange 2                               | 38                                     |
| 2003                                   | Rzym                                   | 2. Puchar Europy                          | Open                                   | Lombard Rotterdam                      | 3                                      |
| 2003                                   | Mentona                                | 1. Otwarte Mistrzostwa Europy             | Open                                   | Net Muller                             | 17                                     |
| 2002                                   | Torquay                                | 18. Młodzieżowe Mistrzostwa Europy Teamów | Juniorzy                               | Netherlands                            | 8                                      |
| 2000                                   | Antalya                                | 17. Młodzieżowe Mistrzostwa Europy Teamów | Juniorzy                               | Netherlands                            | 2                                      |
| 1998                                   | Wiedeń                                 | 16. Młodzieżowe Mistrzostwa Europy Teamów | Młodzież Szkolna                       | Netherlands                            | 2                                      |

| Zawody europejskie. Konkurencja par | Zawody europejskie. Konkurencja par | Zawody europejskie. Konkurencja par | Zawody europejskie. Konkurencja par | Zawody europejskie. Konkurencja par | Zawody europejskie. Konkurencja par |
| Rok                                 | Miejsce                             | Zawody                              | Kategoria                           | Partner                             | Pozycja                             |
| ----------------------------------- | ----------------------------------- | ----------------------------------- | ----------------------------------- | ----------------------------------- | ----------------------------------- |
| 2009                                | San Remo                            | 4. Otwarte Mistrzostwa Europy       | Open                                | Sjoert Brink                        | 3                                   |
| 2005                                | Teneryfa                            | 2. Otwarte Mistrzostwa Europy       | Open                                | Maarten Schollaardt                 | 166                                 |
| 2003                                | Mentona                             | 1. Otwarte Mistrzostwa Europy       | Open                                | Maarten Schollaardt                 | 88                                  |
| 2001                                | Sorrento                            | 11. Mistrzostwa Europy Par          | Open                                | Simon de Wijs                       | 11                                  |
| 1999                                | Warszawa                            | 10. Mistrzostwa Europy Par          | Open                                | Sjoert Brink                        | 194                                 |

## Klasyfikacja
- Bas Drijver – klasyfikacja WBF (ang.)
- Bas Drijver – klasyfikacja EBL (ang.)